# Jason Teague
Jason Teague es un personaje ficticio de la serie de televisión Smallville.

## Biografía ficticia
Jason Teague es el novio de Lana Lang en la cuarta temporada de Smallville por obra de su madre, quien le dice a Jason que en Francia encontrará a alguien especial, y así pasa. Se hacen novios durante su estancia en París. Jason lleva a Lana a un museo donde hay una tumba de una bruja y cuando Lana agarra dicha tumba el espíritu de aquella bruja se mete en el cuerpo de Lana. Sin saber que ha sucedido, se despierta a la mañana siguiente en el mismo momento en que la va a buscar Jason. Más adelante en la temporada se sabe que Jason está con Lana por las rocas y que su madre lo manipula, y que es también bruja pero sin poderes. Al final de la temporada, Jason es seriamente herido por Lionel, que le pega un balazo y cayendo de un risco es seriamente herido. Cuando llega a la orilla del río, va en busca de su madre, pero ésta no se encuentra en ningún lado. Se da cuenta de que el único que sabe dónde está tanto su madre como las rocas es Clark, y va a buscarlo.
Llega a la granja de los Kent y encuentra a la madre y al padre de Clark y los toma como rehenes. Teniéndolos cautivos, llega el primer meteorito estrellándose contra la casa dejando a Jason muerto. Aunque en el capítulo quinto su cuerpo no es encontrado, sólo es revelada su muerte por un artículo en el periódico.
En la séptima temporada en los recuerdos de Lex se muestra que Jason de pequeño era amigo de Lex, Patricia Swann, y de Oliver Queen, pues sus padres pertenecían a la asociación para proteger al viajero, Veritas, por eso su madre estuvo tan interesada en las piedras del poder y su padre en asesinar al viajero, lo que los llevó a la muerte a los dos.
- Datos: Q3320715